# Compus de șase antiprisme pătrate
În geometrie compusul de șase antiprisme pătrate este un compus poliedric uniform realizat dintr-un aranjament simetric de 6 antiprisme pătrate.
Are indicele de compus uniform UC43.

## Construcție
Poate fi construit din două forme enantiomorfe ale compusului de trei antiprisme pătrate, cu care are în comun aranjamentul vârfurilor.

## Mărimi asociate

### Coordonate carteziene
Coordonatele carteziene ale vârfurilor acestui compus sunt toate permutările pare cu un număr par de minusuri în opțiunile „±” și, de asemenea, toate permutările impare cu un număr impar de minusuri în opțiunile „±”.
{\displaystyle \left(\,\pm {\sqrt {({\sqrt {2}}+1)}},\,\pm {\sqrt {({\sqrt {2}}-1)}},\,\pm 1\,\right)}

### Volum
Următoarea formulă pentru volum V este stabilită pentru lungimea laturilor tuturor poligoanelor (care sunt regulate) a:
{\displaystyle V=2{\sqrt {4+3{\sqrt {2}}}}\,a^{3}\approx 5,742000~a^{3}.}